# リボーンドール

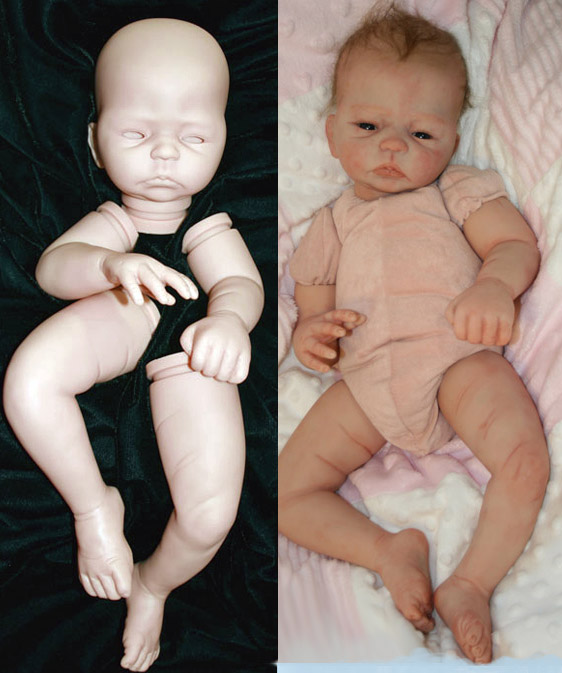
左は未着色のパーツ、右は着色を施し、布製のボディを取り付けたリボーンドール

リボーンドール（英: Reborn doll）、または、リボーンベイビー（英: Reborn baby）とは、ブランクキットを使用、または既成のドールを改造し、アーティストの手により可能な限りリアルな赤ちゃんの姿を再現するように造られたアートドールである。リボーンドールの制作プロセスは reborning (en:wikt:reborning) 、制作するアーティストは reboners と呼ばれる。リボーンドールは、 lifelike dolls としても知られている。
リボーンドールは、1990年代初頭、愛好家がリアルなアートドールを追い求めたことに端を発し、それを取り巻く産業や、コミュニティが形成されていった。リボーンドールは主にオンライン上で販売されるが、購入可能な展示会も存在する。また、その販売価格は、制作者の技量に応じ、数百ドルのものから高価なものは数千ドルにまで及ぶ。
リボーンドール制作には、多くの時間を要する工程が必要となる。一般的な制作プロセスは、ビニール製のドールに、手作業で何層にもわたる着色を行い、さらに、その他の身体的特徴を描く方法である。アーティストは、制作したいドールに合う様々なブランドを選択することができる。また、ドールスカルプト・アーティストにより造形された、ドールパーツの入ったキットを使用して制作することもできる。購入者は、自らの好みのドールスカルプト・アーティスト、キット、リボーンドール制作のアーティストを選択することができ、加えて、自らのリボーンドールのための様々な必要品を買いそろえることが可能である。リアルさを追求するためには、リボーンドールの外見や内部へ多くの投資が必要となる。
リボーンドールは、一般的なドール趣味として収集されることが多いが、中には子どもを失った悲しみを埋めるために使用され、本物の赤ちゃんのようにして扱われることもある。こういった使用に対し、悪影響の有無や、深い悲しみを癒す効果について議論がなされている。また、リボーンドールは、そのリアルな外見のため、通行人が本物の赤ちゃんと間違えて警察へ通報し、駐車中の車内から「救出」されることがある。

## 歴史
リボーンドール制作は、1990年代のアメリカ合衆国で始まり、コレクター、アーティスト、メーカーが、ドールをよりリアルに描写するために培ってきた復元や改良の伝統を受け継いでいる。また、インターネットにより、リボーンドールに焦点を当てた仮想共同体を構築することが可能となった。
2002年、リボーンドールがeBayに初めて出品されると、これを皮切りにリボーンドール市場が拡大し、アーティストによりナーサリーと呼ばれるオンラインストアが開設されるようになった。このニッチ市場は、ドールの突出したリアリティを称揚する愛好家により始まったが、すぐに、母性愛、または治療目的での「感情のはけ口」としての利用に行き着いた。この現象をマスメディアが報道したことにより、世界への拡がりを見せ、アメリカは元より、カナダ、ヨーロッパ、アフリカ、中南米でもリボーンドールは好評を博している。ドールメーカーも流行に乗じて、ドールの愛好家向けの必要品、工具やアクセサリーの販売を行っている。こうした流れから、アーティストは新たな技術を発明し、リボーンドールは時間の経過とともに、さらにリアルさを増している。また、人気上昇の結果、リボーンドール専門の雑誌、書籍が刊行され、組織やコンベンション（大会）が形成された。

## 制作
リボーンドールはアーティストにより制作されたビニール製のドールであり、作り手により外見は異なってくる。また、購入者によるカスタマイズを許容するアーティストも存在する。一般的には、写真から特定の赤ちゃんを再現することが多い。

### Reborning
どのような種類のビニール製ドールからでもリボーンドールにすることが可能であり、大きさ、形状、素材により様々なドールがあるが、原型となるドールの中には人気を集めているものもある。Doll Reader Magazine によれば、ベレンゲールベビー（Berenguer Babies）、Zapf 、リー・ミドルトン（Lee Middleton）、アップル・バレー（Apple Valley）や Secrist Dolls がリボーンドール制作向きのドール会社であるとしている。Doll Reader Magazine のキャサリン・ペックは、ジェーシートイズのベレンゲールベビーについて、ドールの表情、体形、表面素材、その他のリアリティのある特徴により、既に本物の赤ちゃんに似ているためであると説明している。

### キット
既製品のドールではなく、ブランクキットを利用してリボーンドールを制作することも可能である。アーティストがドールを変身させることが流行するにつれ、メーカーは、リボーンドールのアーティストをドールスカルプト・アーティストとして採用し、型やキットをデザインし、これに対応していった。また、企業に属さない多くのドールスカルプト・アーティストにより独自のキットも開発されている。中には、アーティストによる手作業ではなく、本物の赤ちゃんの3Dデジタルスキャンを利用したリアルボーン（Realborn）と呼ばれるブランクキットもある。それらは、一般的には新生児の姿を模したものであるが、3か月から7か月後に同じ赤ちゃんのキットが制作されることもある。
キットからリボーンドールを制作する場合、最初の数工程はドールスカルプト・アーティストやメーカーにより作業が行われる。その後、作業の効率性のため、分解された状態でアーティストへ提供される。必要品も別途購入が可能である。

### 必要品
スターターキットと呼ばれるものには、手足、顔、頭、絵筆、まつげ、アクリルやガラス製のドールアイ、体重調整用のペレット、ヒートセットやエアードライの絵の具、布製の胴体、結束用のケーブルタイ、鼻孔用のドリルビット、涙用パーツ、すきばさみ、化粧スポンジ、コットンや接着剤といった基本的な必要品が含まれている。こういった必要品については様々な小売店から別途に購入することもできる。工場出荷時から付いている塗装を落とすためには、アセトンやシンナーといった溶剤も必要となる。髪の毛は、ドールに追加するオプションとしての選択となる。繊細なモヘヤ、人毛やウィッグがよく使用されるが、他にも数多くの種類が存在する。髪の毛を追加するためには、植毛用の道具が使用され、20、36、38、40、42といったサイズがある。サイズの数字が小さいほど針が太くなり、より多くの髪を一か所に植えることができる。リボーンドールの目には、様々なブランドやサイズが提供されている。

### プロセス

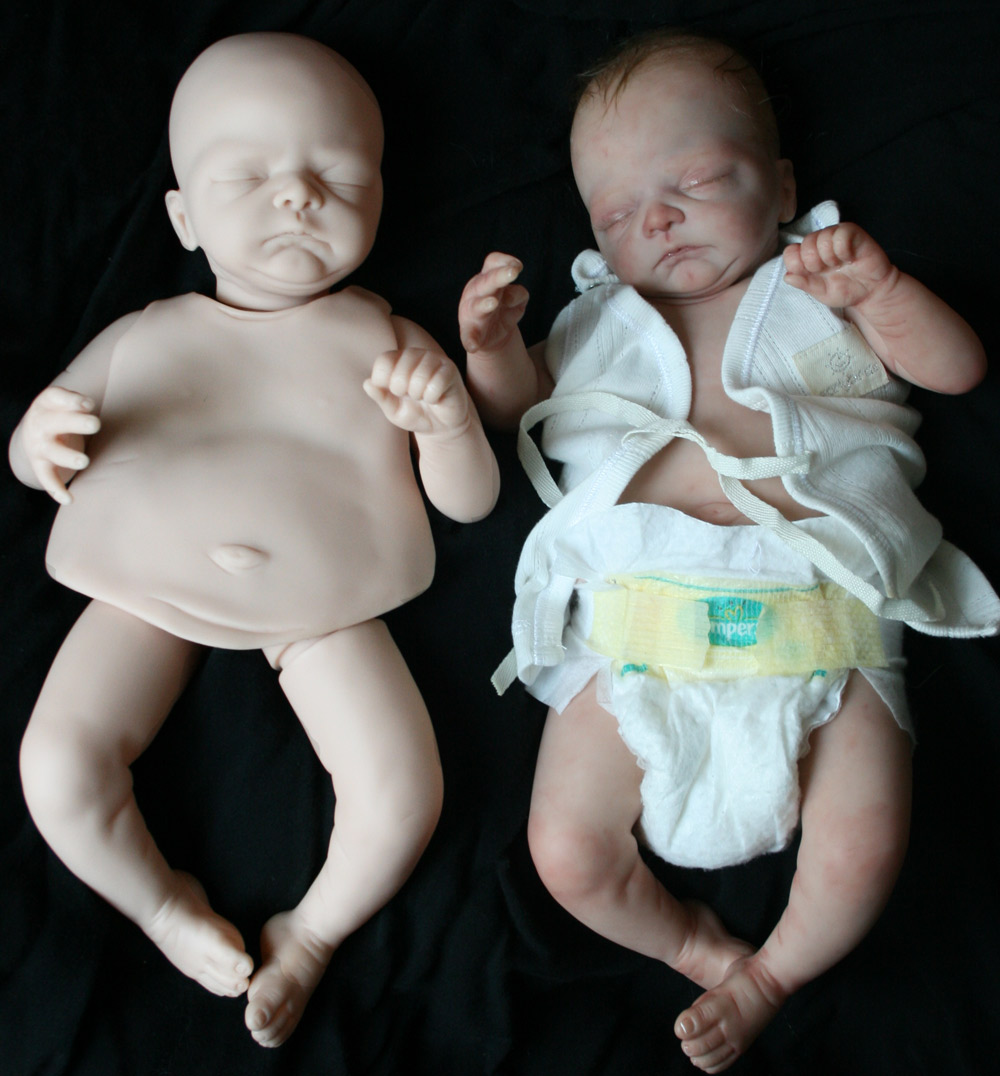
左がビニール製のキット（胸と腹用のプレートパーツ付き）、右が完成したリボーンドール

リボーンドールの制作には、通常、何段階かのプロセスを経る必要がある。まず、分解されたドールは、工場出荷時の塗装が落とされ、リアリティのある赤ちゃんの肌の色調を再現するため、淡い青色の下地が塗られる。また、目が覚めている状態のリボーンドールであれば、目の付け替え作業が発生する。本物の肌の質感を再現するために、ビニール製の人形の外層に、様々な色調で何十層にもわたる重ね塗りが行われる。ヒートセットの絵の具を使用した場合、各層が着色された後に、オーブンを使用するか、ヒートガンで乾燥させる必要がある。明るい肌色の場合、15から30層を塗り重ねれば完成する。淡い青色の下地色に塗り重ねた色の層で静脈を表現し、また、特別なスポンジで重ねた色の層からは、新生児のまだらな皮膚の質感が生み出される。爪のマニキュアや鼻孔の作成などの作業はこの工程内で行われる。
着色に使用されるエアードライの絵の具には、いくつかのブランドからリボーンドール向けの製品が販売されている。ビニールの素材へ焼き付け工程を繰り返し行うことは、経年劣化による破損の一因であると考えられており、また、加熱の行程中に煙や化学物質の放出が発生するためである。
続いては、髪の再現プロセスとなる。着色、捩じり、植毛（ rooting / microrooting ）の3種類の作業が行われる。通常の植毛は、1回ごとに1から4本の髪の毛を追加していくが、microrooting では、1本ずつ個別に追加する作業となる。この工程で30時間以上を費やす場合もある。髪が仕上がったら、ビニール製のボディにペレット、細かいガラスビーズ、ファイバーフィルを詰め、重さを調節する。年齢に応じた重さにすることで、リアリティを感じる効果をもたらす。よりリアルを追求するために、様々な要素を追加することもできる。多くのリボーンドールでは頭を重く作られており、本物の新生児のように、頭を支える必要性が生じてくる。口の中や頭部に磁石を追加して、おしゃぶりや髪飾りを使えるようにもできる。心臓の鼓動や、呼吸に合わせて上下運動する胸を再現するための電子機器も一般的に使われている。リボーンドールには、へその緒、ふっくらとさせたり体重を増やすためのペレット、触ったときに温かく感じるためのヒートパック、赤ちゃんの声を真似たボイスボックスを追加することもできる。未熟児を再現した場合には、鼻に呼吸器をつけ、保育器に入っていることもある。

## 収集

### 購入
リボーンドールは、工場生産品ではなく、アーティストによる手作業で制作されている。一般的にはオンライン上で見つけることができ、アーティスト個人のナーサリーと呼ばれるオンラインストアやフェイスブックページなどを通じて購入をすることができる。そこからアーティストの過去の作品を確認したり、リボーンドールのコンベンションや展示会の情報を得ることもできる。また、リボーンドールを制作するための未完成品のキットは、様々なオンラインストアで購入可能である。価格は、ドールのクオリティ、使用されるドールスカルプト、アーティストのキャリアを反映しており、数百ドルから数千ドルの様々な価格で販売されている。
購入する際には、多くの検討材料がある。顔色が非常に暗く、いわゆるブルーベビーの状態の場合、着色が過剰であったり、体重調整用のウエイトに色のついた砂が使用され、ビニールに色移りしている可能性がある。ウエイトに使用される材料には、ビニール素材との相性が悪く劣化の原因となるものがあるため、注意が必要である。また、リボーンドールの着色前にアセトンで洗浄されたために、表面の色がうまく定着せずに光沢を帯びることがあるため、光沢がないものが望ましい。また、同様の現象は着色に使用する絵の具の種類により発生することもあり、これを修正する際には、特殊な艶消しニスが必要となる。パーツ交換の可能性があるため、使われているパーツも注視すべきである。交換するパーツは、ドールとの均整が取れ、かつ、質の良い材料で造られている必要がある。目のブランド、サイズ、フィッティングやその位置なども綿密に確認するすべきである。また、他に確認すべきものとして、着色に使用された絵の具の種類、静脈や新生児の肌の状態などの再現度、毛髪のタイプや技術、鼻の形や爪の状態などがある。

### 協会および団体
International Reborn Doll Artists (IRDA) は、2005年1月21日に開催されたリボーンドール・アーティストの初の会議により発足し、リボーンドール制作における技術向上のための教育を提供することを目的とした協会である。技術構築のためのチュートリアルと指導を行うことにより、リボーンドール・アーティストは最新技術へのアップデートを保ち続けることができ、加えてドール制作に関心を持つ仲間と出会うことができる。協会に参加するアーティストの技術要件はないものの、IRDA の執行委員会が定めた規範のリストに準拠するように求められている。この倫理規定では、リボーンドールの広告、掲載事項や説明に関し、メーカー、スカルプト・アーティスト、アーティスト間での信用格差をなくすためのガイドラインを規定している。

### 会議およびコンベンション
IRDA による初の年次会議は、2005年1月21日から23日にフロリダ州オーランドで、IDEX との共同開催で行われ、2006年1月には、Doll Reader Magazine が後援し、初の IDEX 主催によるリボーンドール・コンベンションが開催された。2008年夏には、イリノイ州で開催されたリボーンドールのコンベンションの様子をABC Newsが報道した。こういったイベントでは、出展者、コレクター、小売業者、メーカー、ワークショップが集まり、リボーンドールのコンテストが開催されることが特徴であり、展示されたドールをそのまま購入することが可能である。

## 社会的問題と反応

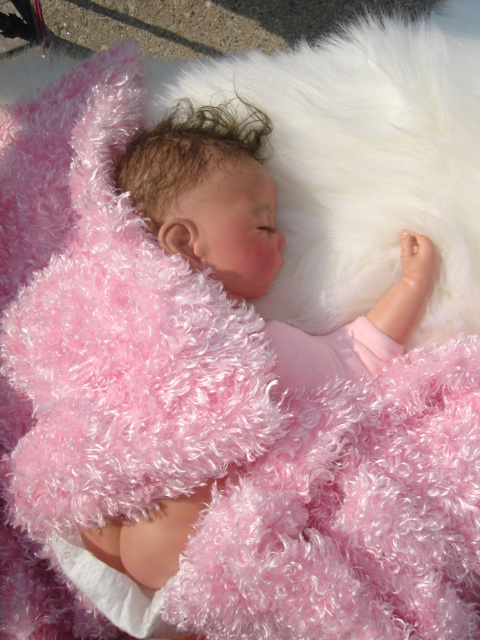
リボーンドールの典型例。「リアプレート」を追加し、リアルさを高めている。

リボーンドールの愛好者は、年配女性が圧倒的多数を占めている。リボーンドール購入のプロセスは、製品の事務的な購入手続きではなく、養子縁組のシミュレーションとして行うことができる。そのため、偽物の出生届や養子縁組証明書が付属していることも多い。リボーンドールの購入者の多くは、他のドールコレクションと同じような理由でリボーンドールを収集しているが、中には、失った子どもの悲しみを埋めるために購入し、また、生きている赤ちゃんと同じように扱う場合もある。メディアの特集や世論では、こういったリボーンドールの使用について「気味が悪い（creepy）」などと表現している。これは不気味の谷現象と呼ばれ、物体がより生きた人間に近づくにつれて共感的な反応が増えていくものの、ある一定のリアルさを超えると、逆転して嫌悪感を覚えるという心理現象である。あるデパートメント・ストアは、「リボーンドールはあまりにもリアル過ぎる」と述べ、仕入れることを拒んだ。

### 情緒的結合
コレクションとして収集する多くの人を除くと、流産、死産、新生児死亡の経験者、養子縁組が望めない人、また、空の巣症候群に苦しむ人などがリボーンドールを購入しており、子どもの代わりとして扱う人もいる。一部の人は、リボーンドールに服を着せ、髪を洗い、ベビーカーに乗せて散歩したり、買い物に連れて行くことさえある。リボーンドール愛好家は、ドールを抱くことによって得られる情緒反応をカドルセラピーと称している。赤ちゃんを抱っこすることで、ホルモンが分泌され、精神的安定感を得られるとする研究があるが、一部の心理学者は、リアルなドールでも同様の現象が起こり得ると主張している。
子どもを亡くした悲嘆からリボーンドールと情緒的結合を求める親に対し、亡くなった子供の代用にしないように忠告するカウンセラーもいるが、これに対し、リボーンドールの母親は、子どもの代わりにしているのではなく、思い出しているだけであると反論している。ニューヨーク大学医学部の教師で精神科医のスー・ヴァルマは、リボーンドールを収集するだけに留まらず、その母になろうとすることは、それが心の支えであった場合、その人の唯一の社会交流の形となってしまう問題を秘めていると述べた。NewYork-Presbyterian Hospital の精神科医、ゲイル・サルツは、本物の子どもを持つことができない親や、子どもを亡くした親を慰めるために使用されることを支持しており、また、子どもを亡くしたケースでの使用は、リボーンドールが立ち直るための第一歩を象徴するものとなると述べた。ただし、赤ちゃんを亡くした人が、その悲嘆の状態から抜け出せていない場合、リボーンドールへ愛着を持ちすぎることが懸念事項となり、この場合、亡くなった子供に似ていることが、悪影響を及ぼす可能性がある。イギリス、Newcastle General Hospital の高齢者健康センターの医師、イアン・ジェームズは、ドールを抱くことは、高齢者を落ち着かせ、平和で穏やかな気持ちにさせると述べた 。

### 事件
リボーンドールは、その本物の赤ちゃんそっくりの外見により事件を発生させることがある。2008年、オーストラリア、クイーンズランド州の警察は、車の窓ガラスを割り、意識不明の赤ちゃんを救助したものの、本物の赤ちゃんではなくリボーンドールであることが判明した。警察は「信じられないほどに本物そっくりであり、その光景を目撃した人々が、赤ちゃんが亡くなるのではないかと怯えていた」と述べた。アメリカでもハマーの窓ガラスを割り、リボーンドールを救助した同様の事件が報告されている。2019年6月18日、ニューヨーク市警は、クイーンズ区の公園で発見された赤ちゃんの死亡を確認したが、その1時間余り後になり、実際にはリボーンドールであることが判明した。
2009年、ABC News により「中絶反対派ブロガー」と報道された女性が、ブログで末期ガンの子どもを妊娠していると投稿し、プレゼント、お金や祈りの言葉が届くようにと私書箱を開設していた。ブログ投稿を読んだリボーンドール愛好家が、掲載された赤ちゃんの写真が、見覚えのあるドールスカルプトから造られたリボーンドールであると気づいたことで、捏造が発覚した。

## メディア
リボーンドールは、多くの映画やテレビ番組で取り上げられている。2008年12月10日に放送されたドクター・フィルでは、リボーンドール制作の話題を取り上げた。2008年1月、チャンネル4制作の "My Fake Baby" でリボーンドールを収集する女性の生活について調査が行われた。2009年1月2日、ABC News の記事でリボーンドールの制作や心理的な繋がりについて紹介された。2008年1月31日、インサイド・エディションは、リボーンドール・アーティストのイヴ・ニューサムと、彼女の制作したリボーンドールを紹介する番組を放送した。2015年12月、グローブ・アンド・メールのLIFE特集において、Reborn Sweet のオーナーでアーティストのシェイレン・マクスウェルが取り上げられ、リボーンドールの不安や悲しみの治療効果について紹介された。2019年4月、Netflix 制作の「チェンバース: 邪悪なハート」にリボーンドールが登場。同年のM・ナイト・シャマランのサイコホラー「サーヴァント ターナー家の子守」では、リボーンドールが重要な役割を担っている。コメディードラマの "High Maintenance" シーズン3エピソード8は、リボーンドールを育てる夫婦の話である。